# Fundació Ramón Areces
Fundació Ramón Areces és una fundació cultural privada, sense ànim de lucre, creada per Ramón Areces Rodríguez, fundador d'El Corte Inglés, el març de 1976, amb l'objecte social de el desenvolupament de l'educació, la cultura i la investigació. Al morir el seu fundador l'any 1989, la Fundació, amb seu a Madrid, hereta la totalitat dels seus béns, i el nou president d'El Corte Inglés, Isidoro Álvarez Álvarez, és nomenat president del consell de patronat de la fundación. Després de la seva defunció en 2014, assumeix el càrrec de president Florencio Lasaga Munárriz, membre del patronat des de la seva constitució l'any 1976. El 1992 el Ministeri de Cultura espanyol li concedí la Medalla d'Or al Mèrit en les Belles Arts.